# 과시 소비
과시 소비(conspicuous consumption)란 사회학 또는 경제학 용어로 실용적인 면보다는 보다 좋은 품질, 높은 가격, 많은 양의 제품을 사거나 사용하는 소비자의 소비 습관 또는 행동을 말한다.  1899년에 사회학자인 소스타인 베블런이 이 용어를 처음으로 사용하였으며 구매자의 경제적 능력을 대중에게 보여주려는 목적으로 사치 제품을 구매하는 데 돈을 지출한다고 말하였다.  과시욕이 강한 소비자가 지출 가능한 소득을 대중에게 알려주며 사회적 위치를 가지려고 하는 경제적인 수단으로 만든다는 것이다.  

## 같이 보기
- 어플루엔자
- 반소비주의
- 계급의식
- 상품물신성
- 과시여가
- 엘리트주의
- 사재기
- 포틀래치
- 가격 결정
- 단순한 삶
- 지위 상징
- 구조기능주의
- 베블런재